# أناندي جوبال جوشي
أنانديباي جوبالراو جوشي (31 مارس 1865- 26 فبراير 1887) كانت أول امرأة هندية تمارس الطب الغربي، إلى جانب كادامبيني جانجولي. كانت أول امرأة من رئاسة بومباي السابقة للهند تدرس وتتخرج بدرجة سنتين في الطب الغربي في الولايات المتحدة. تمت الإشارة إليها أيضًا باسم أنانديباي جوشي وأناندي جوبال جوشي (حيث جاء جوبال من جوبالراو، وهو الاسم الأول لزوجها).

## بداية حياتها
اسمها الأصلي يامونا، ولدت جوشي وترعرعت وتزوجت في كاليان حيث كانت عائلتها في السابق من أصحاب العقارات قبل أن تتكبد خسائر مالية. كما كانت الممارسة في ذلك الوقت وبسبب ضغوط والدتها، تزوجت في سن التاسعة من جوبالراو جوشي، وهو أرمل يكبرها بنحو عشرين عامًا. بعد الزواج، أعاد زوج يامونا تسميتها أناندي. عمل جوبالراو جوشي كاتب بريد في كاليان. في وقت لاحق، تم نقله إلى علي باغ، ثم أخيرًا إلى كولكاتا (كلكتا). كان مفكرًا تقدميًا، وبشكل غير عادي في ذلك الوقت، دعم تعليم النساء.
في سن الرابعة عشرة، أنجبت أنانديباي صبيًا، لكن الطفل عاش لمدة عشرة أيام فقط بسبب نقص الرعاية الطبية. كان هذا بمثابة نقطة تحول في حياة أناندي وألهمها أن تصبح طبيبة. بعد أن حاول غوبالراو تسجيلها في مدارس تبشيرية وعدم ممارسة التمارين، انتقلوا إلى كلكتا. هناك تعلمت القراءة والتحدث السنسكريتية والإنجليزية.

## حياتها الأكاديمية

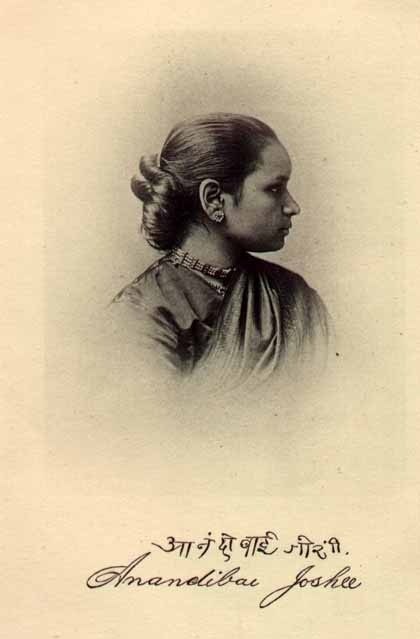
صورة أناندي جوبال جوشي مع توقيعها عليها.

شجعها زوجها على دراسة الطب. في عام 1880 أرسل رسالة إلى رويال وايلدر، المبشر الأمريكي المعروف، ذكر فيها اهتمام زوجته بدراسة الطب في الولايات المتحدة والاستعلام عن وظيفة مناسبة له في الولايات المتحدة. نشر وايلدر المراسلات في تقرير برينستون التبشيري. ثيوديسيا كاربنتر، من سكان روزيل، نيوجيرسي، قرأته أثناء انتظارها لرؤية طبيب أسنانها. أعجبت برغبة أنانديباي في دراسة الطب ودعم جوبالراو لزوجته، كتبت إلى أنانديباي. طور كاربنتر وأنانديباي صداقة حميمة وتوصلا إلى بعضهما البعض على أنهما «عمة» و «ابنة أخت». لاحقًا، استضاف كاربنتر أنانديباي في روشيل أثناء إقامة جوشي في الولايات المتحدة.
بينما كان الزوجان جوشي في كلكتا، كانت صحة أنانديباي تتدهور. عانت من الضعف، والصداع المستمر، والحمى، وأحيانًا ضيق التنفس. أرسلت ثيوديسيا لها الأدوية من الولايات المتحدة، دون نتائج. في عام 1883، تم نقل جوبالراو إلى سيرامبور، وقرر إرسال أنانديباي بنفسها إلى أمريكا لدراساتها الطبية على الرغم من صحتها السيئة. على الرغم من القلق، أقنعها غوبالراو بأن تكون قدوة للنساء الأخريات من خلال متابعة التعليم العالي.
اقترح طبيبان يدعى ثوربورن أن أنانديباي يتقدم بطلب إلى جامعة دريكسيل كلية الطب في بنسلفانيا. عند تعلم خطط أنانديباي لمواصلة التعليم العالي في الغرب، انتقدها المجتمع الهندي الأرثوذكسي بشدة.
خاطبت أنانديباي المجتمع في كلية سيرامبور، موضحة قرارها بالذهاب إلى الولايات المتحدة والحصول على شهادة الطب. ناقشت الاضطهاد الذي تعرضت له هي وزوجها. وشددت على الحاجة إلى طبيبات في الهند، مؤكدة أن النساء الهندوسيات يمكن أن يعملن كأطباء للمرأة الهندوسية بشكل أفضل. لقي خطابها دعاية، وبدأت المساهمات المالية تتدفق من جميع أنحاء الهند.

## الحياة الزوجية
في القرن التاسع عشر، كان من غير المعتاد أن يركز الأزواج على تعليم زوجاتهم. كانت غوبالراو مهووسة بفكرة تعليم أنانديباي وأرادتها أن تتعلم الطب وتخلق هويتها الخاصة في العالم. في أحد الأيام، جاء إلى المطبخ ووجدها تطبخ مع جدتها وشرع في نوبة شديدة. كان من غير المألوف أن يضرب الأزواج زوجاتهم من أجل الطبخ بدلًا من القراءة. مع تزايد هوس جوبالراو بتعليم جوشي، أرسلها مع السيدة كاربنتر، مبشرة فيلادلفيا، إلى الولايات المتحدة لدراسة الطب. قبل رحلتها، خاطبت القاعة العامة في عام 1883. وتحدثت عن نقص الطبيبات وقالت «أنا أتطوع بنفسي كواحدة». كما ذكرت كيف أن القبالة لم تكن كافية بأي حال من الأحوال وأن المدرسين الذين يقومون بتدريس الفصول لديهم آراء محافظة انتقل غوبالراو في النهاية إلى الولايات المتحدة عندما شعر بالاستياء من جهودها. بحلول الوقت الذي وصل فيه إلى فيلادلفيا، كانت قد أكملت دراستها وكانت طبيبة. من هناك، استقلوا السفينة معًا وعادوا إلى ديارهم.

## في الولايات المتحدة الأمريكية

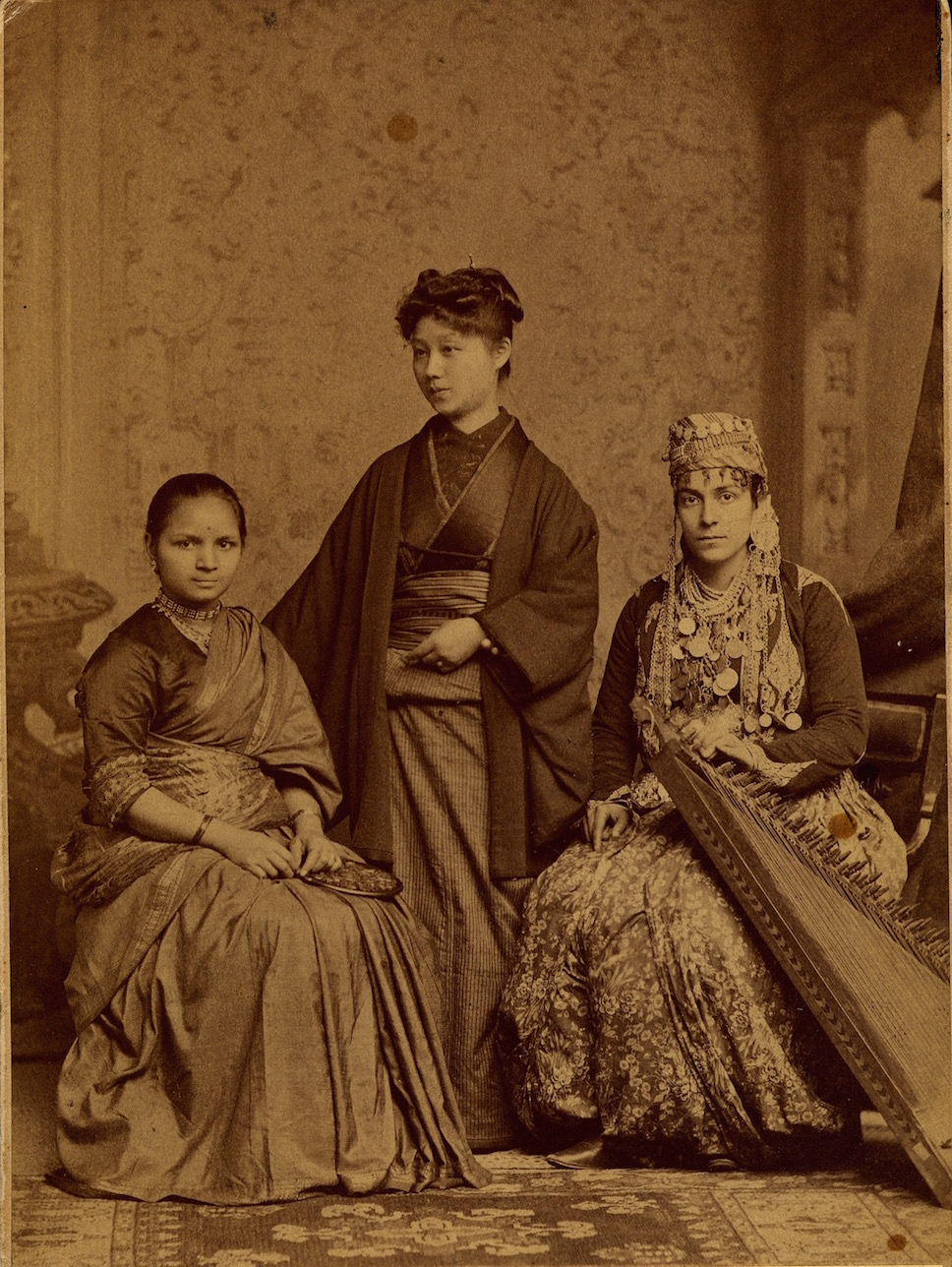
تخرجت أنانديباي جوشي من كلية الطب النسائية في بنسلفانيا عام 1886. يظهر هنا مع كي أوكامي (في الوسط) وسبات إسلامبولي (يمين). أكمل الثلاثة دراستهم الطبية وكانت كل منهم أول امرأة من بلدانهم تحصل على شهادة في الطب الغربي.

سافر أنانديباي إلى نيويورك من كولكاتا (كالكوتا) على متن سفينة، ترافقه امرأتان من معارف المبشرين الإنجليز من ثوربورنز. في نيويورك، استقبلتها ثيوديكيا كاربنتر في يونيو 1883. كتبت أنانديباي إلى جامعة دريكسيل كلية الطب في بنسلفانيا، تطلب قبولها في برنامجها الطبي، وهو البرنامج الطبي الثاني للمرأة في العالم. قامت راشيل بودلي، عميدة الكلية، بتسجيلها.
بدأت أنانديباي تدريبها الطبي في سن 19. وفي الولايات المتحدة، ساءت صحتها بسبب الطقس البارد والنظام الغذائي غير المألوف. أصيبت بالسل. ومع ذلك، تخرجت بدرجة دكتوراه في الطب في مارس 1886؛ كان موضوع رسالتها «التوليد بين الهندوس الآريين». استخدمت الأطروحة مراجع من كل من نصوص الايورفيدا والكتب الطبية الأمريكية. عند تخرجها، بعثت الملكة فيكتوريا برسالة تهنئة لها.

## العودة إلى الهند
في أواخر عام 1886، عادت أنانديباي إلى الهند، حيث تلقت ترحيبًا كبيرًا. عينتها ولاية كولهابور الأميرية كطبيبة مسؤولة عن جناح النساء في مستشفى ألبرت إدوارد المحلي.

## الوفاة
توفيت أنانديباي بمرض السل في وقت مبكر من العام التالي في 26 فبراير 1887 قبل أن تبلغ الثانية والعشرين من عمرها. كانت السنوات التي سبقت وفاتها مرهقة وشعرت بضعف دائم. تم إرسال الدواء إليها من الولايات المتحدة ولكن لم تكن هناك نتائج لذلك استمرت في دراسة الطب حتى وفاتها. كان موتها حزينًا في جميع أنحاء الهند. تم إرسال رمادها إلى ثيوديسيا كاربنتر، الذي وضعهم في مقبرة عائلتها في مقبرة بوكيبسي الريفية في بوغكيبسي، نيويورك. يذكر النقش أن أناندي جوشي كانت فتاة براهمية هندوسية، وهي أول امرأة هندية تتلقى التعليم في الخارج وتحصل على شهادة الطب.

## التذكار

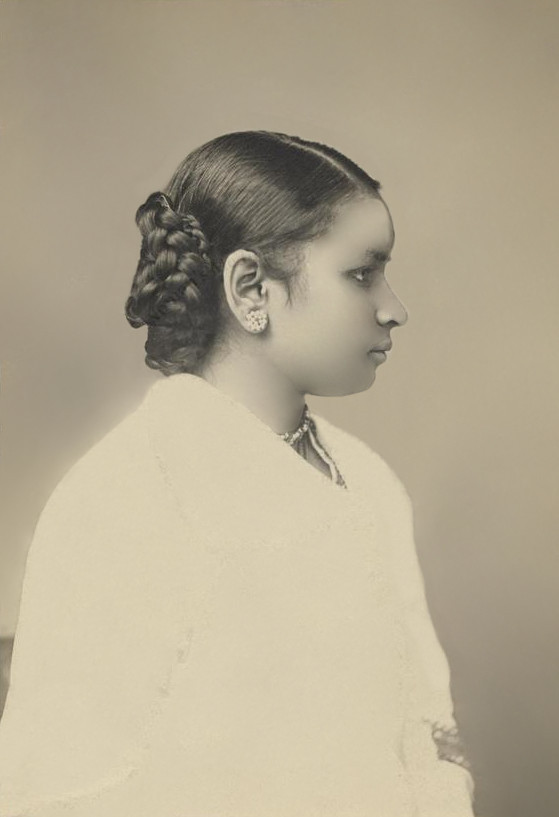
صورة شخصية للدكتور أنانديباي جوشي، دكتور في الطب، دفعة عام 1886

في عام 1888، كتبت الكاتبة الأمريكية النسوية كارولين هيلي دال سيرة جوشي. تعرفت دال على جوشي وأعجبت بها كثيرًا. ومع ذلك، أثارت بعض النقاط في السيرة الذاتية، ولا سيما معاملتها القاسية لغوبالراو جوشي، جدلًا بين أصدقاء جوشي.
دوردارشان، مذيعة الخدمة العامة الهندية، بثت مسلسلًا هنديًا يستند إلى حياتها بعنوان «أناندي جوبال» وإخراج كاملاكار سارانغ. كتب شريكريشنا جاناردان جوشي رواية خيالية عن حياتها في روايته الماراثية أناندي جوبال، والتي تم تكييفها في مسرحية تحمل الاسم نفسه بواسطة رام جي جوجلكار.
أجرى الدكتور أنجالي كيرتان بحثًا مكثفًا عن حياة الدكتور أنانديباي جوشي وكتب كتابًا باللغة الماراثية بعنوان «دكتور. أنانديباي جوشي الوقت والأفعال» («دكتور أنانديباي جوشي، كالاني كارتوتفا: دكتور أنانديباي جوشي، أوقاتها وإنجازاتها») الذي يحتوي على صور نادرة للدكتور أنانديباي جوشي.
قام معهد البحث والتوثيق في العلوم الاجتماعية، وهو منظمة غير حكومية من لكهنؤ، بمنح جائزة أنانديباي جوشي للطب تكريمًا لمساهماتها المبكرة في قضية تقدم العلوم الطبية في الهند. بالإضافة إلى ذلك، أنشأت حكومة ولاية ماهاراشترا زمالة باسمها للشابات العاملات في مجال صحة المرأة. تم تسمية فوهة بركان على كوكب الزهرة على شرفها. تقع الحفرة التي يبلغ قطرها 34.3 كم على كوكب الزهرة والمسمى «جوشي» عند خط عرض 5.5 درجة شمالاً وخط طول 288.8 درجة شرقًا.
في 31 مارس 2018، كرمتها جوجل برسم شعار جوجل دودل للاحتفال بالذكرى الـ 153 لميلادها.
تم تصوير فيلم عن حياتها في المهاراتية في عام 2019 باسم أناندي جوبال.